# Code of Honor (Star Trek: The Next Generation)
"Code of Honor" är det fjärde avsnittet av den amerikanska science fictionserien Star Trek: The Next Generation som sändes den 12 oktober 1987. Avsnittet är skrivet av Katharyn Powers och Michael Baron, samt regisserat av Russ Mayberry. Mayberry ersattes mitt under produktionen av avsnittet av förste assisterande regissören Les Landau. 
I detta avsnitt besöker Enterprise planeten Ligon II för att hämta ett vaccin. I samband med detta uppdrag kidnappas Tasha Yar (Denise Crosby) av Ligonianernas ledare. Planetens folk följer en strikt hederskodex och deras ledare försöker använda Yar som en bricka i ett spel i syfte att öka sin egen personliga makt.
Powers och Baron tog fram en historia baserad på en reptilras som följde en hederskodex som liknar samurajkoden bushido. Denna historia utvecklades i den slutliga berättelsen, som det beskrevs av manusförfattaren Tracy Tormé, till att ha ett tema baserat på "1940s tribal Africa". Avsnittet fick ett negativt mottagande bland skådespelarna och produktionsteamet, men trots detta ansåg Maurice Hurley att grundtanken höll. Avsnittet mottogs negativt av recensenterna som recenserade avsnittet efter seriens slut, där det däribland beskrevs som "quite possibly the worst piece of Star Trek ever made".

## Handling
Enterprise anländer till planeten Ligon II för att hämta ett vaccin som behövs för att bekämpa ett utbrott av Anchillesfeber på Styris IV. Besättningen som endast har begränsad information om Ligonianernas kultur, tycker att den följer stränga seder av status likt det gamla Afrika. Specifikt syns detta i ansvarsfördelningen mellan könen, där männen i deras kultur styr samhället medan själva marken kontrolleras av kvinnorna. Folkets ledare Lutan (Jessie Lawrence Ferguson) transporteras upp till Enterprise för att tillhandahålla ett vaccinprov och blir imponerad över Tasha Yars status som skeppets säkerhetschef. Yar fortsätter att demonstrera sina färdigheter i aikido för Lutan, denna gång mot en holografisk motståndare på holodäcket. Efter en rundtur på skeppet för Lutan och Ligonianerna bort Yar när de transporteras tillbaka till planeten. Kapten Jean-Luc Picard (Patrick Stewart) kräver att Lutan släpper Yar fri, då han ser kidnappningen som en krigshandling, men får inget svar från planeten. Efter att ha konsulterat sina officerare fastställer Picard att Lutan tog Yar i en "counting coup" i syfte för att visa sitt hjältemod. Picard kontaktar Lutan på ett mer fredligt sätt, och Lutan beviljar Enterprise's besättning tillstånd för att stråla ner till planeten och lovar att återlämna Yar efter en bankett till hans ära.
Lutan meddelar på banketten att han kommer att göra Yar till sin "första", vilket inte enbart förvånar Enterprise's besättning utan även Yareena (Karole Selmon) som själv har trott att hon redan utsetts av Lutan. Yareena utmanar Yar till en kamp på liv och död i syfte att kräva tillbaka denna position. Samtidigt som Picard invänder mot detta, vägrar Lutan att ge Enterprise resten av vaccinet om inte Yar deltar. Besättningen undersöker stridsritualen och upptäcker att vapnen som används är belagda med ett dödligt gift och även att det är Yareenas välstånd som Lutan har att tacka för sin ställning i samhället. Picard förbereder sig för att transportera Yar tillbaka till Enterprise om hon skulle skadas i striden. Allteftersom matchen fortskrider visar det sig att både Yareena och Yar är lika skickliga, men Yar lyckas till slut att få in ett slag på Yareena. Hon täcker snabbt Yareena och ber att de ska transporteras till Enterprise mot de krav som Lutan satt upp. Ombord skeppet kommer Yareena in till Dr. Beverly Crusher (Gates McFadden) efter dödsögonblicket, men hon kunde motverka giftet och återuppliva henne. När Lutan senare kräver att få veta Yareenas öde, avslöjar Crusher att Yareena har dött, vilket leder till att Yar vinner matchen och bröt den "första"-bindningen. Yareena är nu fri att välja en ny make och väljer Hagon (James Louis Watkins), en av Lutans livvakter, och tar således effektivt ifrån Lutan hans maktposition. Hagon låter Yar gå och ger Enterprise deras fulla leverans av vaccin.

## Produktion
Manusförfattaren Katharyn Powers bjöds in till att pitcha en historia till The Next Generation då hon var vän med Star Trek-författaren D. C. Fontana. Tillsammans med sin skrivarpartner Michael Baron pitchade Powers en historia som involverade en reptilras under namnet "Tellisians" som följde en hederskodex som liknade samurajernas. Manuset och utomjordingarna gick emellertid igenom ett flertal ändringar innan det lyckades ta sig till TV. Powers kom senare att gå vidare och skriva avsnittet "Emancipation" från Stargate SG-1's första säsong, vilket hade liknande teman med "Code of Honor". det afrikanska temat i avsnittet togs in av regissören Russ Mayberry som lät rollbesätta Ligonianerna endast med afroamerikanska skådespelare. Mayberry fick sparken av seriens skapare Gene Roddenberry och avsnittets förste assisterande regissör Les Landau fick slutföra arbetet. Star Trek-författaren Keith DeCandido såg senare tillbaka på detta och konstaterade att detta berodde på själva rollbesättningen, medan huvudrollsinnehavaren Wil Wheaton (Wesley Crusher) trodde att anledningen var att Mayberry var rasistisk mot gästskådespelarna efter att de hade fått sina roller.
Manusförfattaren Tracy Tormé var inte nöjd med temat baserat på "1940s tribal Africa" som användes för den utomjordiska kulturen, samt att stridsscenen i slutet av avsnittet liknade fighten mellan Kirk och Spock i avsnittet "Amok Time" från The Original Series. Kollegan Maurice Hurley sade att det var "a good idea, but the execution just fell apart. Again, if you take that script and if the actors had been told to give it a different twist, that show would have been different. But it became too baroque and fell apart. But the concept of having a guy say 'I have to have somebody kill my wife and this is the person' is a good idea." Några av skådespelarna, däribland Jonathan Frakes, försökte förhindra avsnittet från att sändas igen.
Avsnittet var även det första att visa den svarta och gula gallerstrukturen i det tomma holodäcket. Gränssnittsenheten som användes av Yar, som liknade en telefon med sladd, sågs emellertid aldrig mer, då personalen istället använde sig av röstkommandon för att programmera holodäcket i framtida avsnitt. Kapten Picard visade stolthet till sitt franska arv i detta avsnitt. Denna karaktärssarkasm upprepades endast en gång till i följande avsnittet "The Last Outpost" innan det togs bort från rollen.

## Mottagande
Avsnittet sändes från början den 12 oktober 1987. Flera recensenter såg om avsnittet efter seriens slut. Skådespelaren Wil Wheaton recenserade det i april 2008 för AOL TV. Han kunde faktiskt inte minnas om han medverkade i avsnittet och det var första gången sedan det ursprungligen sändes som han hade sett det. Han sade att det inte var bra, men att det var: "not as overtly racist as I recalled. I mean, it's certainly not as racist as "Angel One" is sexist, and if the Ligonians hadn't been arbitrarily determined to be entirely African American, it wouldn't have even been an issue." Han sade att avsnittet är ett exempel på den typen av avsnitt i den första säsongen som skulle ha resulterat i att serien hade lagts ner i mitten av säsongen om det inte hade haft så bra stöd av fansen och sänts i syndikering. James Hunt, som skrev för Den of Geek, skilde sig från Wheatons bedömning och hävdade att avsnittet var rasistiskt. Han sade: "this isn't just bad television, it's openly offensive, and it seems to do its best effort to undo some of the most important lessons the original series imparted some 25 years after we're supposed to have learned them." Totalt sett, sade han att detta var: "quite possibly the worst piece of Star Trek ever made".
Zack Handlen recenserade avsnittet i april 2010 för The A.V. Club. Han sade att utomjordingarna i avsnittet var en "one note" och att "Code of Honor" totalt sett inte genererade en känslomässig investering. Han gav avsnittet ett C− i betyg och sammanfattade det följande: "I'm not sure I'd believe a great show could come out of TNG after watching 'Code', but I could at least say it had promise without sounding like a complete tool." Keith DeCandido såg "Code of Honor" för Tor.com i maj 2011. Han tyckte att avsnittet var full av klichéer och sade att det endast verkar vara rasistisk på grund av rollbesättningen även om manuset inte krävde att rollerna skulle tillsättas på detta sätt. Han sade följande: "If the Ligonians had been played by white people, none of the dialogue would change, and nobody would call it racist", gav det en tvåa i betyg (av tio möjliga). Michelle Erica Green från TrekNation tyckte att avsnittet hade ett långsamt tempo och att stridsscenen i slutet av det var "clunky and awkward", vilket hon ansåg hade att göra med skådespelarnas och filmarbetarnas övergripande opposition mot avsnittet. Hon tyckte att det fanns flera hål i handlingen, däribland orsaken till att sjukstugan inte kunde replikera vaccinet, samt att det enda försonande kvaliteten med avsnittet var början på vänskapen mellan Data och La Forge.
Jamahl Epsicokhan gav avsnittet på hemsidan "Jammer's Reviews" en halv stjärna i betyg (av fyra möjliga}, där han beskrev det som "helt fruktansvärt". Han tyckte att det representerade en historia som är mer likt de som producerades för The Original Series och sade följande: "It employs every cliche in the TOS rulebook, including goofy alien customs, a hand-to-hand fight to the death, clever captain trickery, and silly gender roles played stupidly. The fight to the death is particularly inept; stunt sequences have rarely looked so cheesy. One of Trek's worst episodes."

## Utgivning
Den första utgivningen av "Code of Honor" var på VHS-kassett den 5 september 1991 i USA och Kanada. Avsnittet inkluderades senare i DVD-boxen av seriens första säsong som släpptes i mars 2002, och släpptes som en del av samma säsong på Blu-ray den 2 juli 2012.